# 考利克 (亞利桑那州)
考利克（英語：Cowlic）是位於美國亞利桑那州皮馬縣的一個人口普查指定地區。根據2010年美國人口普查，該地共人口500人，而該地的面積約為2.07平方千米。

## 地理
考利克的座標為31°48′30″N 111°59′20″W / 31.80833°N 111.98889°W，而該地最高點為海拔高度841米（即2759英尺）。